# Kalifornská kuchyně

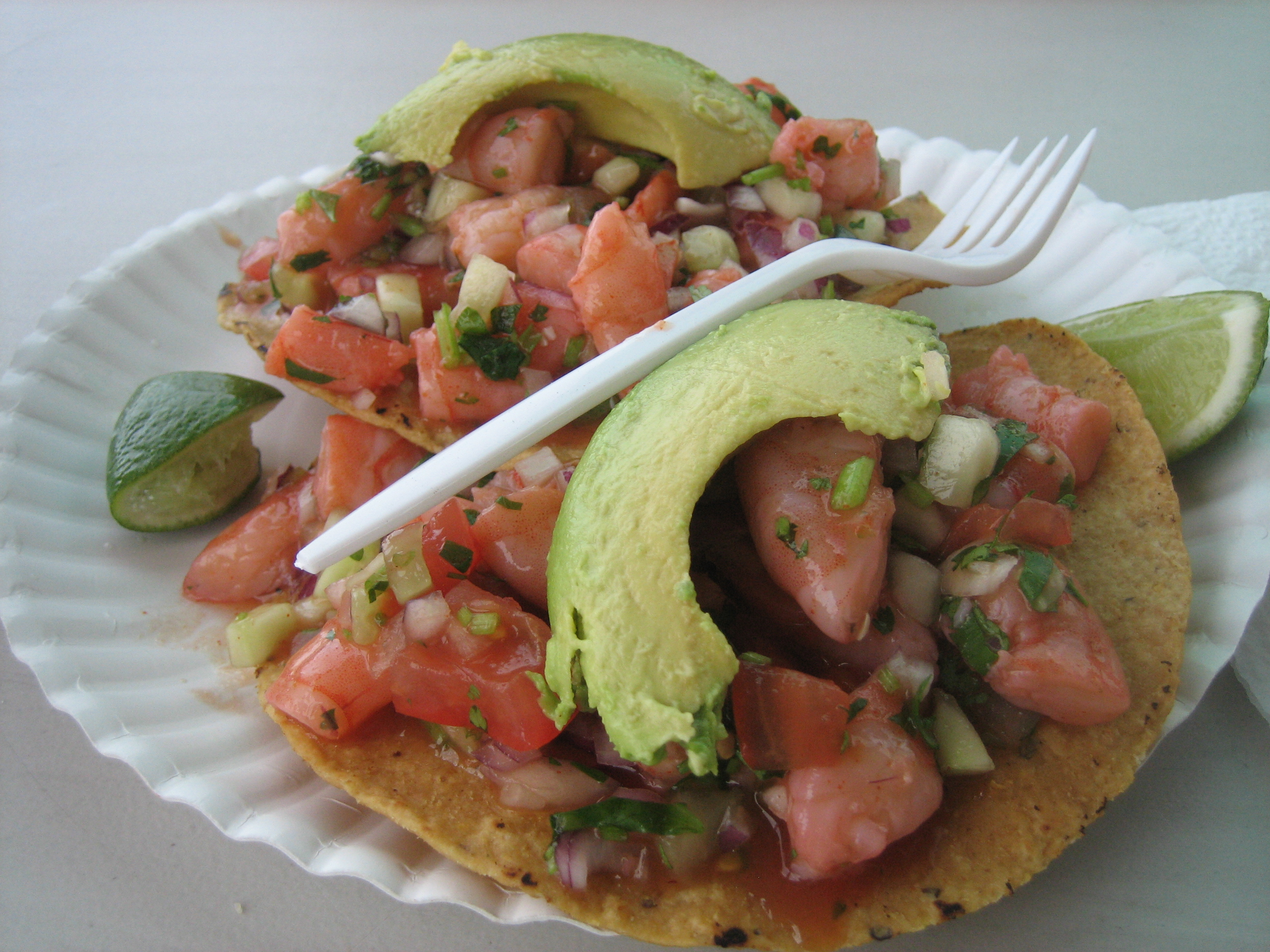
Tortilla s krevetami a avokádem

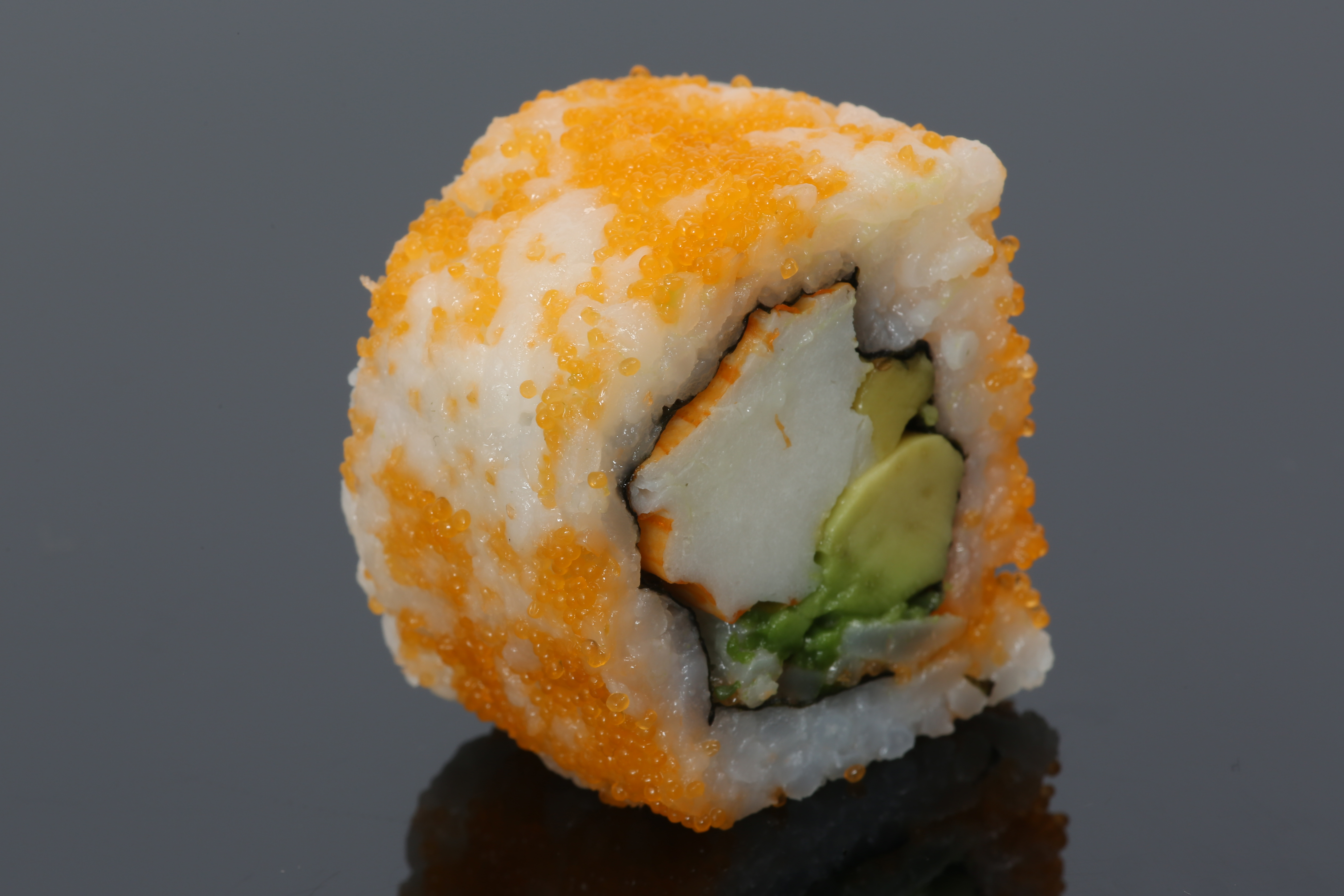
California roll

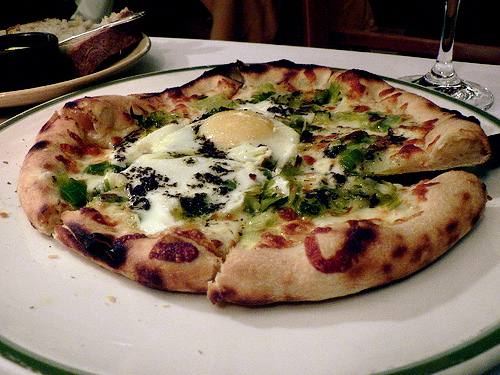
California-style pizza

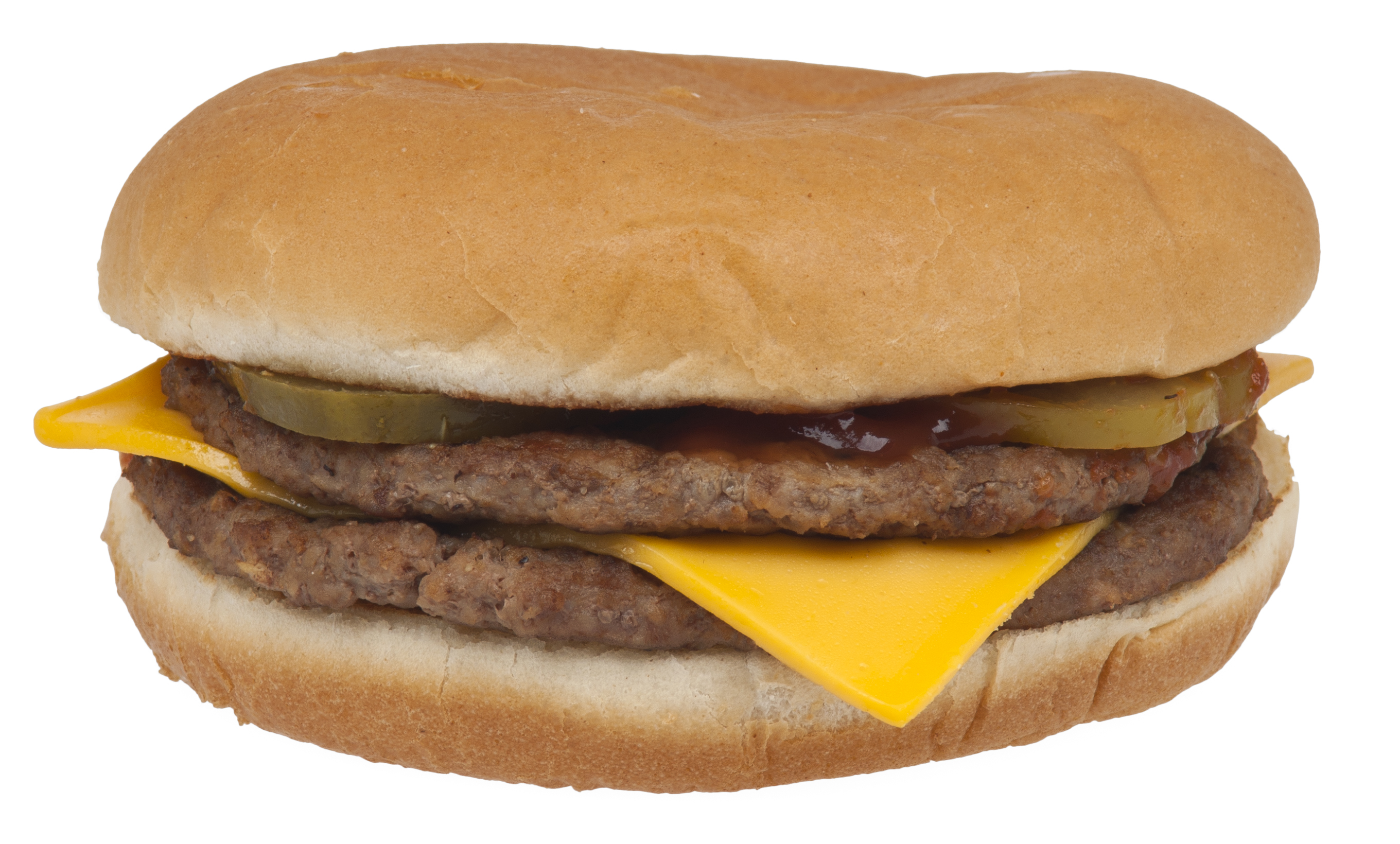
Cheeseburger z McDonald's

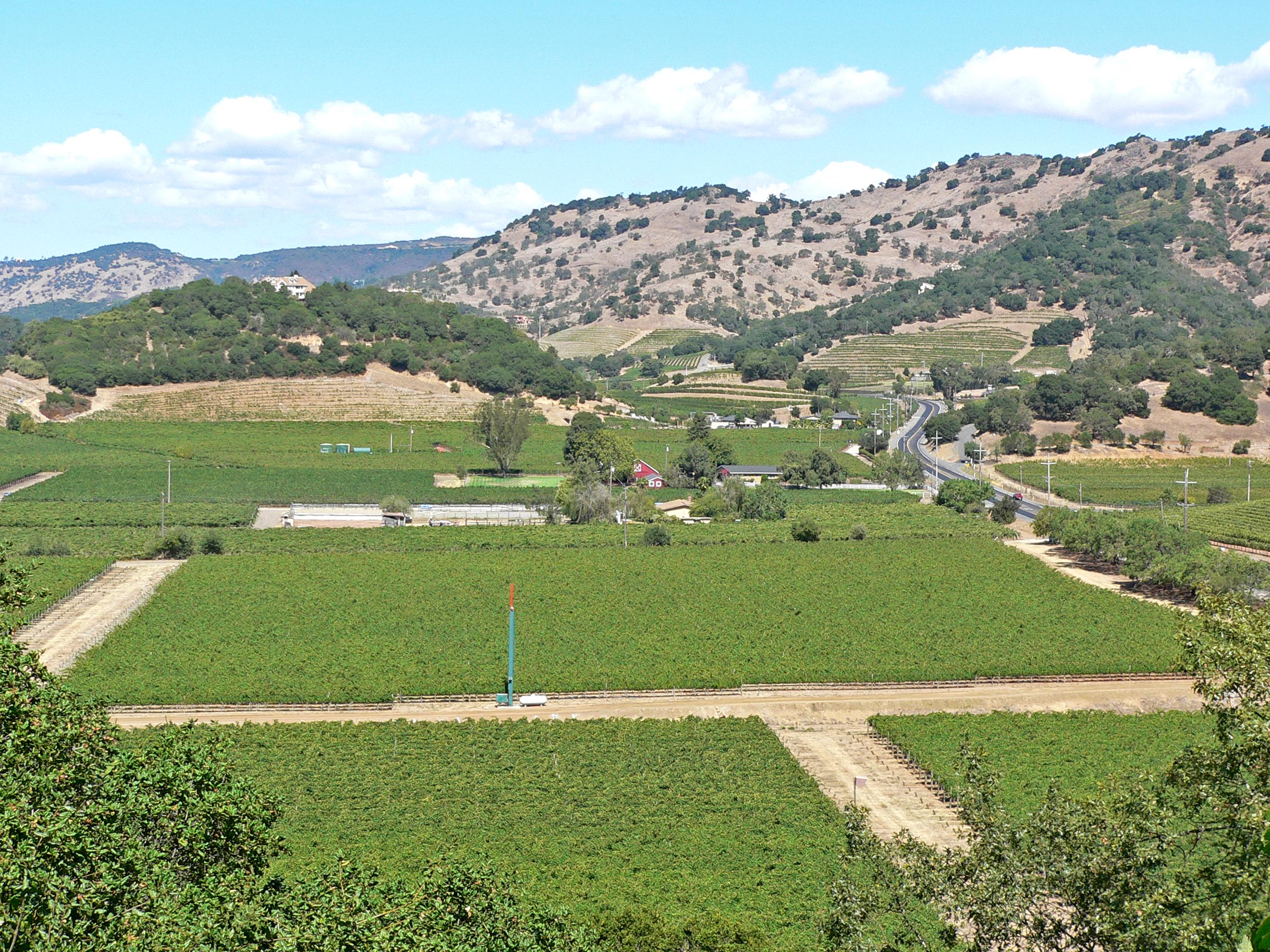
Kalifornské vinice v Napa County

Kalifornská kuchyně (anglicky: Cuisine of California) je regionální kuchyně nejlidnatějšího státu USA, Kalifornie. Vychází z širší americké kuchyně, ale byla ovlivněna i mexickou kuchyní (území Kalifornie bylo dříve součástí Mexika, a navíc žije v Kalifornii mnoho Mexičanů), ale i dalšími latinskoamerickými kuchyněmi, asijskou kuchyní (japonskou, čínskou, filipínskou, vietnamskou, thajskou) nebo i havajskou kuchyní. Mnohé pokrmy byly inspirovány středomořskou kuchyní, díky kalifornskému středomořskému klimatu. Populární je též fusion kuchyně. Typické kalifornské pokrmy jsou z čerstvých surovin, které se v Kalifornii pěstují (typicky například avokádo). Především v pobřežních oblastech se používá mnoho ryb a mořských plodů.
V Kalifornii se produkuje většina z americké produkce avokád, vína, mandlí, meruněk, datlí, fíků, kiwi, oliv, pistácií, švestek, vlašských ořechů, citronů a melounů.
V jižní Kalifornii vznikly mnohé fastfoodové řetězce, dnes rozšířené po celém světě, jde například o McDonald's, In-N-Out Burger, Taco Bell nebo Panda Express.

## Příklady kalifornských pokrmů
Příklady typických kalifornských pokrmů:
- California roll, druh suši, jehož základem je rýže, avokádo a někdy i další ingredience. Suši je původně japonský pokrm, California roll je kalifornská verze tohoto pokrmu, které se posléze stala populární po celém světě.
- California-style pizza, pizza na kalifornský způsob. Její základem je jemné těsto a tenká krusta (podobně jako u newyorské pizzy), na kalifornskou pizzu se ale obvykle přidávají typické kalifornské ingredience, jako jsou krevety, ananas nebo losos.
- Burrito, původně mexický pokrm. Jedná se o tortillu plněnou masem a omáčkou. Typickou kalifornskou verzí burrita je Mission burrito, které vzniklo v sanfranciské čtvrti Mission. Jedná se o velké burrito plněné rýží, fazolemi, zakysanou smetanou, guacamole, salsou a jalapeños.
- Cobb salad, salát z ledového salátu, slaniny, rajčat, avokáda, kuřecího masa, roquefortu, vajec natvrdo a dresinku.
- Avokádový toast (avocado toast), toast s pomazánkou z avokáda
- Koláčky štěstí (fortune cookies), křupavé tenké sušenky, ve kterých se nachází papírek se vzkazem. Podávají se jako dezert v čínských restauracích, ale nevznikly v Číně, nýbrž právě v Kalifornii.
- Hamburgery (masové placky podávané v bulce) a cheeseburgery (hamburgery se sýrem) patří mezi nejtypičtější pokrmy USA, ale do celého světa se rozšířily díky fastfoodu McDonald's, který otevřel svou první pobočku právě v Kalifornii.
- Populární je připravovat maso metodou barbecue.

## Vinařství
Kalifornie má příznivé klima pro pěstování vína, drtivá většina vína vyprodukovaná v USA je vyprodukovaná právě v Kalifornii. Mezi nejpěstovanější odrůdy patří Cabernet Sauvignon, Chardonnay, Merlot, Rulandské modré, Sauvignon blanc, Syrah nebo Zinfandel. Produkuje se mnoho druhů vína. Kalifornie se dělí do čtyř hlavních vinařských regionů: North Coast, Central Coast, South Coast, Central Valley.